# Ministère de l'Égalité (Espagne)
Pour les articles homonymes, voir ministère de l'Égalité des chances.
Ne doit pas être confondu avec ministre de l'Égalité.
Le ministère de l'Égalité (en espagnol : Ministerio de Igualdad) est le département ministériel responsable de l'égalité entre les femmes et les hommes et de la lutte contre les discriminations en Espagne.
Il est dirigé, depuis le 21 novembre 2023, par la socialiste Ana Redondo.

## Missions

### Fonctions
Le ministère est chargé de proposer et mettre en œuvre la politique gouvernementale en matière d'égalité, d'actions destinées à rendre effective l'égalité entre les femmes et les hommes, et d'éradication de toute forme de discrimination,,.

### Organisation
Le ministère de l'Égalité s'organise de la façon suivante : 
- ministre de l'Égalité
  - secrétariat d'État à l'Égalité et à l'Éradication des violences faites aux femmes
    - délégation du gouvernement contre la violence de genre
    - direction générale de l'Égalité de traitement et de la Non-discrimination et contre le racisme
    - direction générale pour l'Égalité réelle et effective des personnes LGBTI+

  - sous-secrétariat de l'Égalité
    - secrétariat général technique

## Histoire
En 1977, le président du gouvernement Adolfo Suárez procède à une réorganisation des ministères et créé le ministère de la Culture et du Bien-être (Ministerio de Cultura y Bienestar), responsable des droits des femmes et de la jeunesse. Il perd ses compétences onze ans plus tard, lorsque Felipe González créé le ministère des Affaires sociales (Ministerio de Asuntos Sociales), principalement chargé des mineurs et de l'égalité des sexes.
Ce ministère est fusionné, en 1996, avec le ministère du Travail, afin de former le ministère du Travail et des Affaires sociales (Ministerio de Trabajo y Asuntos Sociales). Au cours de la huitième législature des Cortes Generales, ce département assure l'adoption de la grande loi contre les violences conjugales (Ley Orgánica 1/2004, de 28 de diciembre, de Medidas de Protección Integral contra la Violencia de Género) et de la loi sur l'égalité des sexes (Ley Orgánica 3/2007, de 22 de marzo, para la igualdad efectiva de mujeres y hombres).
En 2008, en vue d'assurer l'application effective de ces deux lois et procéder à la réforme de la législation sur l'interruption volontaire de grossesse (IVG), José Luis Rodríguez Zapatero créé le ministère de l'Égalité (Ministerio de Igualdad), confié à Bibiana Aído, plus jeune ministre de l'histoire du pays et première née depuis la chute du franquisme. Le ministère est absorbé par le ministère de la Santé, créant le ministère de la Santé, de la Politique sociale et de l'Égalité (Ministerio de Sanidad, Política Social e Igualdad) lors d'un remaniement ministériel opéré en 2010.
En 2018, la fonction est rattachée au ministère de la Présidence, avec création d'un secrétariat d'État à l'Égalité. Le ministère est rétabli, avec une action restreinte à l'égalité entre les femmes et les hommes, en janvier 2020.
En 2021, le ministère inaugure le projet universitaire du Musée virtuel de la Femme combattante, initié par Tània Balló Colell, avec l'Institut des femmes.

## Titulaires
| Nom | Nom | Nom           | Dates du mandat | Dates du mandat | Parti   | Gouvernement |
| --- | --- | ------------- | --------------- | --------------- | ------- | ------------ |
|     |     | Bibiana Aído, | 14/04/2008      | 21/10/2010      | PSOE    | Zapatero II  |
|     |     |               |                 |                 |         |              |
|     |     | Irene Montero | 13/01/2020      | 21/11/2023      | Podemos | Sánchez II   |
|     |     | Ana Redondo   | 21/11/2023      | En fonction     | PSOE    | Sánchez III  |